# 米察米烏利
米察米烏利（Mitsamiouli）是非洲島國科摩羅的城市，位於大科摩羅島北岸，2007年人口估計約6,332。1996年11月23日，衣索比亞航空961號班機在米察米烏利附近墜毀，機上175名乘客中，有125名乘客遇難。